# (1443) Ruppina
(1443) Ruppina ist ein Asteroid des Hauptgürtels, der am 29. Dezember 1937 vom deutschen Astronomen Karl Wilhelm Reinmuth entdeckt wurde, der am Observatorium auf dem Königstuhl bei Heidelberg tätig war.
Benannt ist der Asteroid nach der Stadt Neuruppin in Deutschland, dem Geburtsort des Astronomen Martin Ebell.